# ペンネーム
ペンネーム（pen name）は、文芸作品を発表する際に使用される、本名以外の名のこと。筆名（ひつめい）ともいう。小説や批評などの文章、漫画などの作者が用いる場合が多いが、稀に実用書や論文などでも見られる。
また、すでに芸名を持って活動している音楽家や歌手が、他者への楽曲提供（作詞・作曲など）の際のみに別名義を用いることもある[a][b]。

## ペンネームの使い分け
ジャンルや作風によって複数のペンネームを使い分けることがある。長谷川海太郎は林不忘・牧逸馬・谷譲次という3つのペンネームを小説のジャンルによって使い分けた。
自分が女性であることをあまり公にしたくない場合、男性風もしく中性的な（男・女どちらでも違和感のない）ペンネームを付けて活動する場合（尼子騒兵衛、さとうふみや、髙村薫、大今良時など）がある。逆に男性作家が、性別を隠す目的で、女性的もしくは中性的なペンネームで活動する場合（北村薫、内山亜紀、美水かがみなど）もある。
ある程度の名が知られる有名人や作家が新たなジャンルに進出する場合、作者のイメージから切り離した評価がほしいため、従来使っていたものとは別のペンネームを用いるケースもある。坂東眞砂子が使用した「梟森南溟」、官能小説家である宇能鴻一郎が覆面作家として推理小説を執筆し出した際に用いた嵯峨島 昭（さがしま あきら・音読みだと「さがしましょう」とも読める）、ロマンス小説家ノーラ・ロバーツのJ・D・ロブ、ジル・マーチ、サラ・ハーデスティなどが、これに当たる。
本名と使い分ける者もおり、小説家の五十嵐律人は小説はペンネーム、弁護士として法律監修を行う際は本名（五十嵐優貴）を使用している。
郡司ペギオ幸夫のように、学術書や大学の教員名などでもペンネーム風の表記にしている学者もいる。
将棋・囲碁の観戦記者業界では、新聞でのみ紙面の制約のため、短いペンネームを使用する（観戦記者#観戦記者の仕事も参照）。
長期間使っているペンネームの場合、名の変更届で本名として認められることもある。

## ペンネームの由来
ペンネームを付ける際に、自身の本名や海外の作家の名をもじったり、アナグラム・回文を使用したりするなど、特殊な付け方をする場合がある。
著名な海外作家から
- 浅倉久志（翻訳家） - イギリスのSF作家アーサー・C・クラークから
- 朝松健（怪奇小説家） - イギリスの怪奇小説家アーサー・マッケンから
- 江戸川乱歩（推理作家） - アメリカの小説家・探偵小説の祖エドガー・アラン・ポーから
- 依井貴裕（推理作家） - （音読みするとイイキユウ）アメリカの推理作家エラリー・クイーンのイニシャル「E.Q.」から

その他著名人等から
- 庵田定夏（あんだ さだなつ、ライトノベル作家） - 海外のプロレスラー[1]ジ・アンダーテイカーから
- 呉田軽穂（くれた かるほ、歌手・松任谷由実^） - 女優グレタ・ガルボから[2]
- 微美杏里（びび あんり、歌手・藤真利子^） - 女優ヴィヴィアン・リーから[2]
- 久石譲（ひさいし じょう、作曲家） - 作曲家クインシー・ジョーンズから[3]
- 山止たつひこ（秋本治） - 山上たつひこから（『こちら葛飾区亀有公園前派出所』第1巻初版に名が見える）

アナグラム
- 泡坂妻夫（あわさか つまお、推理作家） - 本名「厚川昌男（あつかわ まさお）」のアナグラム

本名の一部
- 石田衣良（いしだ いら、小説家） - 本名の姓「石平（いしだいら）」を苗字+名前に見立てたもの
- 田河水泡（たがわ すいほう、漫画家） - 本名の姓「高見沢（たかみざわ）」をもじって「田河水泡（たかみず あわ）」というペンネームにしたが誤読され、それが定着した
- みなもと太郎（みなもと たろう、漫画家） - 本名の下の名前「源太郎（げんたろう）」を苗字+名前に見立て、更に読み替えたもの

回文
- 沖水幹生（おきみず みきお、ファンタジー作家）
- 七河迦南（Nanakawa Kanan、推理作家）
- 西尾維新（Nisio Isin、小説家） - 訓令式ローマ字で回文になっている

駄洒落
- 阿佐田哲也（あさだ てつや、小説家） - 麻雀を打っているうちに徹夜してしまい思わず「朝だ! 徹夜だ!」と言ってしまったことから
- 二葉亭四迷（ふたばてい しめい、小説家・翻訳家） - 「くたばってしめえ」という自嘲から（由来とされる父親から罵倒されたとの説は誤り）
- ティーナ・カリーナ（Tina Kariina[4]） - 本名「田中里奈」の英名風のアーティスト表記にした

その他
- 西村京太郎（推理作家） - 姓は友人の、名は息子の物を取って組み合わせた
- 椎野剛一（しいの ごういち、鉄道技術者）　- 本名は西尾源太郎。国鉄C51形蒸気機関車にちなむ

## 複数人によるペンネーム
脚本・作画・監修など複数人での共同執筆にあたって、一つのペンネーム（共同筆名、共有筆名）を使用し、単独の個人（自然人）であるかのような名義にすることもある。岡嶋二人は、「おかしな二人」からペンネームをとった2人組の推理作家である。このうちCLAMPは4人組、どおくまんは個人のペンネームであり、4人の漫画家集団のユニット名（プロダクション）でもある。逆にモンキー・パンチは単独名義だが兄弟での名義とされていたこともあった。
- 小説家
  - 安達瑶（官能小説）
  - エラリー・クイーン（推理小説）
  - 大森兄弟（純文学）
  - 岡嶋二人（推理小説）
  - 鷹見緋沙子（推理小説）
- 漫画家
  - 介錯
  - 久遠ミチヨシ - 夫婦漫画家。漫画担当の妻（綾尾幻）とイラスト担当の夫で分担。
  - CLAMP
  - どおくまん - 「どおくまん」自体は個人のペンネームでもあり、漫画家集団としてのプロダクションの名前でもあった[5]
  - にざかな
  - 西岡兄妹
  - 藤子不二雄 - 藤子・F・不二雄と藤子不二雄A
  - 室山まゆみ - 姉妹漫画家。まゆみ（真弓）は姉の本名。
  - やきうどん
  - ゆでたまご
- 作曲家
  - 杉岡弦徳 - アルバム「恋猫　―猫とあたいとあの人と―」を制作するに当たって集まった杉本眞人・岡千秋・弦哲也・徳久広司の合同ペンネーム。命名者は小西良太郎[6]。

## 擬人名称
作家集団や企業など、自然人ではない団体が、著作権管理などの目的で便宜的に個人（自然人）として見せるため、個人名のペンネームを用いることがある。ドラマやアニメなどの原作・脚本名義で使用される。一つの過程に複数人が共同作業で関わるために特定個人の業績と分けられない場合があり、これを解決するためのもの。
- 東堂いづみ -東映アニメーションが使用。『おジャ魔女どれみ』（原作）、『プリキュアシリーズ』（原作）など。
- 八手三郎 - 東映が使用。スーパー戦隊シリーズの脚本等。平山亨の個人ペンネームでもある。
- 矢立肇 - サンライズが使用する。ガンダムシリーズ（共同脚本）など。
- 紗吹 都、東 富耶子/東 冨耶子、椎谷 太志 - シャフトが使用する。いずれも「シャフト」、もしくはその逆から読みの当て字。
- 葉村彰子 - 逸見稔を中心とした脚本家集団。『水戸黄門』『大岡越前』『江戸を斬る』など。
- 魔久平（ま・くへい） - エド・マクベインにあやかった、『太陽にほえろ!』のシナリオライターチーム（岡田晋吉他）の共同筆名
- シブサワ・コウ - コーエー（現 コーエーテクモゲームス）が信長の野望シリーズなどでプロデューサー名義として使用。同社創業者の襟川陽一の個人ペンネームでもあり、同社のブランド名でもある。
- 文月えがく - 電通がCMソング作詞の際に用いる。
- ニコラ・ブルバキ - 数学者の結社が教科書刊行に際し作成使用。結社自体を指しても使われるようになった。

## 個人を秘匿するためのペンネーム
アメリカの映画業界には、何らかのトラブルで監督やスタッフがキャストとして名前を公表することを拒否した場合、また権利関係が不明確な場合には「アラン・スミシー」というペンネームでクレジットされる制度が存在していた。また日本においても同様の事態に陥った際、アラン・スミシーをもじった名称でクレジットされる例がある。
19世紀以前のヨーロッパでは、女性が執筆業を行うことは風変わりなことと考えられたため、ブロンテ姉妹の Acton Bell、Currer Bell、Ellis Bell のように男性名が使用された。
20世紀のアメリカでは、一年に2冊の本を出版するのは異例なため、スティーヴン・キングは別名義で実力を試したかったことからリチャード・バックマン名義で一年に2冊の出版を行った。

## 「ペンネーム」と意味が近い語
ペンネームは、文章や漫画作品などの発表時に使用されるものだが、それ以外にも本名とは別の名を名乗ることがある。
ラジオネーム
ハンドルネーム
アマチュア無線（日本・外国問わない）では英語人名の短縮形に近い（「石井」さんだと欧文モールス符号では短点だらけになってしまい手間がかかる。使われるのは常に姓ではなく名）。
俳号

活動家名
かつて社会主義・共産主義の活動家によく見られた例で、政治活動を行うときに使う本名以外の名前。著述活動もこの名で行っているため、ペンネームと呼ぶ事もある。党派によってはその党派組織内部で用いられたことから、「組織名」という言い方もある。本来は地下活動などのための偽名・変名であるが、公で活動できる立場になった後もその時の名前を継続して用いた。また本人は地下活動を行った経験が無くても、先人の例に倣って、活動家名を用いる事がある。有名な例がヴィリー・ブラント。他にも、ウラジーミル・レーニン（本名は姓がウリヤノフ）、ヨシフ・スターリン（本名は姓がジュガシヴィリ）、不破哲三（本名：上田建二郎）、日向翔（本名：荒岱介）、倉川篤（本名：松崎明）、雨宮処凛（本名：河村信子）、砥川春樹（本名：土井敏邦）、志葉玲（本名：金井玲）、桜井誠（本名：髙田誠）など。また、志葉玲の場合は活動当初は金井玲という本名で記事の執筆、講演活動、ドキュメンタリー映画の制作を行っていたが、後にペンネームを用いている場合がある。さらに、広河隆一（本名：廣河隆󠄁一）や長沢栄治（本名：長澤榮治）のように、活動家の本名が旧字体の場合はわかりやすいように旧字体の部分を新字体で記載する場合もある。
なお、選挙制度が自書式投票であるために日本の議員・首長立候補者で名前が難読、あるいは画数の多い漢字の場合は、投票用紙に書く事が困難、あるいは誤字によって自らへの投票が無効になる可能性が考えられるため、例えば増山麗奈は増山れなとして選挙運動を行うように、選挙期間中は名前の一部をひらがなで表記する場合が多々みられる。はたともこ（本来は「秦知子」）の場合は、姓名ともに・かつ戸籍名そのものをひらがな表記に改名した。

雅号
一般に日本の書画や陶芸、漢詩などの分野で用いる。吉田寅次郎の「松陰」のように政治活動などでも雅号で呼ばれる場合もある。
名跡・屋号・俳名
名跡は日本の伝統芸能においてある芸を継承する者が代々襲名する名。屋号は本来商店主やその家族が用いるものだったが、江戸時代中頃から歌舞伎役者が一般に用いるようになった。俳名も歌舞伎役者が広く自由に使う別名。例えば本名を堀越夏雄という歌舞伎役者の、現在の名跡は「十二代目 市川團十郎」、屋号は「成田屋」、俳名は「柏莚」。
亭号
落語家が用いる。主なものとして三遊亭・古今亭・林家・桂・月亭・明石家・春風亭・笑福亭など。また落研などアマチュアは、プロのそれと似させてもいるが異なった独特の名前を使う。
芸名
歌手・俳優・芸人などといったタレントが使う。変わった表記としては平仮名とカタカナが混在したもの（つボイノリオ、いソノてルヲなど）、一文字だけ漢字にした名（いとうまい子　旧名及び本名：伊藤麻衣子）も。
声優業界でも芸名で活躍する人も増えている（堀江由衣、田村ゆかり、椎名へきる、優希比呂、神奈延年など）。こぶしのぶゆき（小伏伸之）やてらそままさき、うえだゆうじなどのように、主にファンや人名用読み・漢字表記に慣れていない人などのために、わかりやすくかな（カナ）表記の芸名にした人もいる。

四股名と年寄名跡
四股名は現役の大相撲力士が、年寄名跡は引退した親方が使う。四股名は親方の現役時代のそれから一文字を採るのが普通。また日本相撲協会を離れた後も相撲評論家・格闘家・タレントなどとして四股名や年寄名跡を引き続き使う例（舞の海、曙太郎、小錦など。力道山はこの角界当時の四股名をプロレスラー転身後も継続使用している）もある。
リングネーム
プロレスラー、キックボクサー、プロボクサーなどが使う。
登録名
主にプロスポーツ選手が、競技団体への登録に用いる。日本のプロ野球などでは長らく本名が使われていた（在日韓国・朝鮮人などは通名・外国人では発音しやすいように短縮形を用いる例もあった）が、近年ではイチローを筆頭とし、本名の下の名前だけや愛称が由来のもの（例・山本昌）など、さまざまな形式での登録名が目に付くようになった。なお、国際試合では認められない（サブローは本名の「大村三郎」で北京五輪に出場した）。

源氏名
遊女が好んで源氏物語五十四帖の名を名乗ったことから転じて、現在では主に水商売に就いている人が使う。
また、本来は一般向けの分野（表舞台）で活躍する声優やアニメ・ゲームスタッフ・漫画家などが、成人向け・PCゲーム向け（主にアダルトゲーム・アダルトアニメ業界関連）の世界で使う芸名に対し、俗に指して呼ぶこともある。詳細については#関連項目を参照。